# Chicacao
Chicacao é uma cidade da Guatemala do departamento de Suchitepéquez.